# Darwinia luehmannii
Darwinia luehmannii är en myrtenväxtart som beskrevs av Ferdinand von Mueller och Tate. Darwinia luehmannii ingår i släktet Darwinia och familjen myrtenväxter. Inga underarter finns listade i Catalogue of Life.